# 田子町コミュニティバス

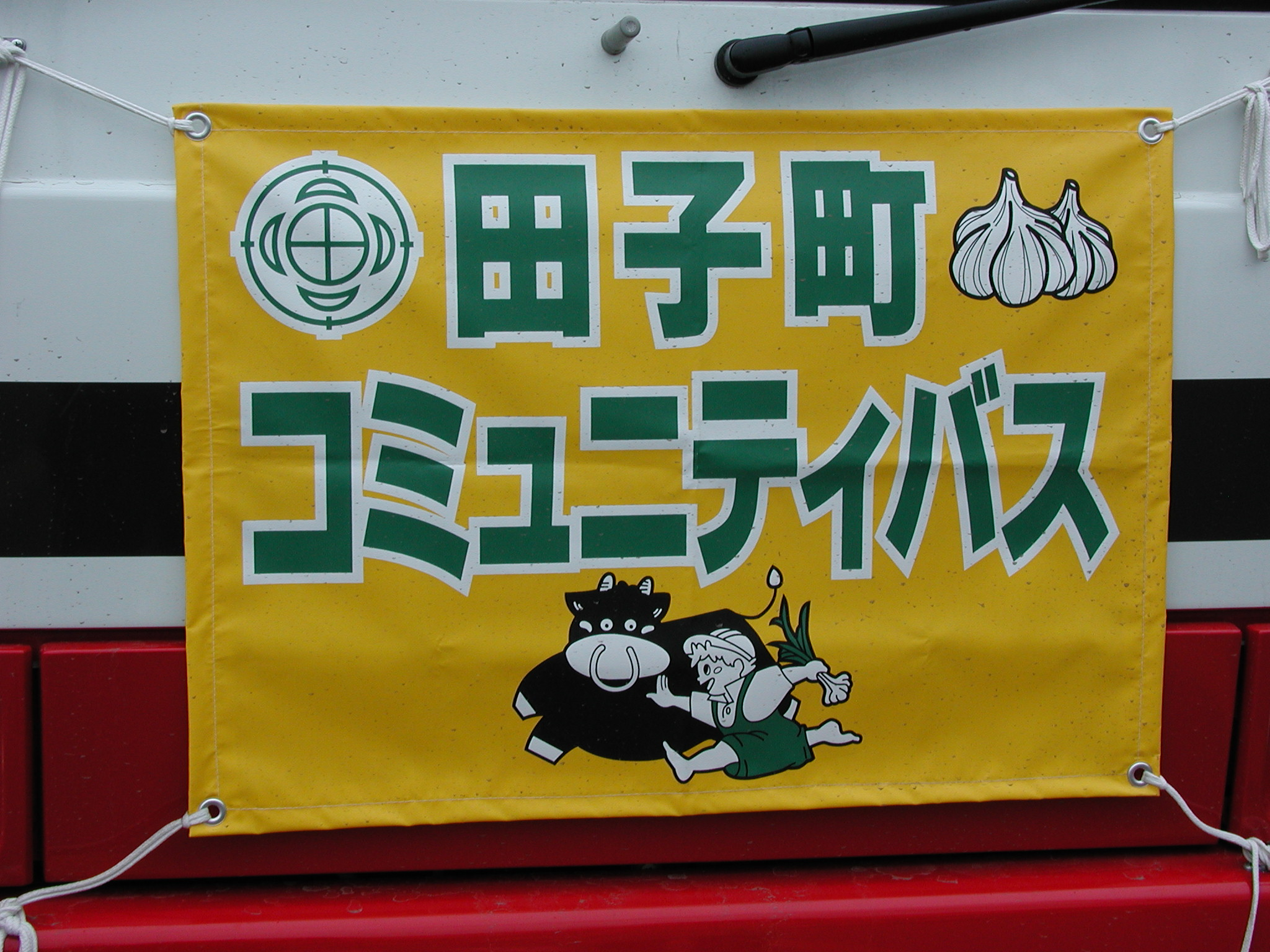
田子町コミュニティバスであることを示す垂れ幕

田子町コミュニティバス（たっこまちコミュニティバス）は、青森県三戸郡田子町内を運行するコミュニティバスである。

## 概要
田子町はこれまで、南部バスが 三戸駅 - 田子 - 新田/夏坂との間を結ぶ一般路線バスを長年運行されてきたが、南部バス側が田子 - 新田/夏坂間を廃止することとなったことから、町が今後の運行を計画し、現在バス路線が運行されていない地域にも拡大を行い、車を運転できない町民の利便性を図る目的に、一般路線バスの一部区間と患者搬送バス及びスクールバスを統合した上で、町が南部バスに委託して2008年4月1日に運行を開始することになった。

## 運行委託
- 岩手県北自動車南部支社三戸営業所

## 沿革
- 2008年4月1日 - 南部バス上郷線の一部区間（田子 - 新田・夏坂間）廃止に伴い、運行を開始。
- 2017年3月1日 - 運行業務受託者であった南部バスの経営破綻に伴い、同社運営を引き継いだ岩手県北自動車（南部支社）への移管を実施。

## 路線
いずれの路線とも、「サンモール田子」バス停にて南部バス田子線（三戸駅 - 田子間）との乗換が可能である。

### 夏坂線

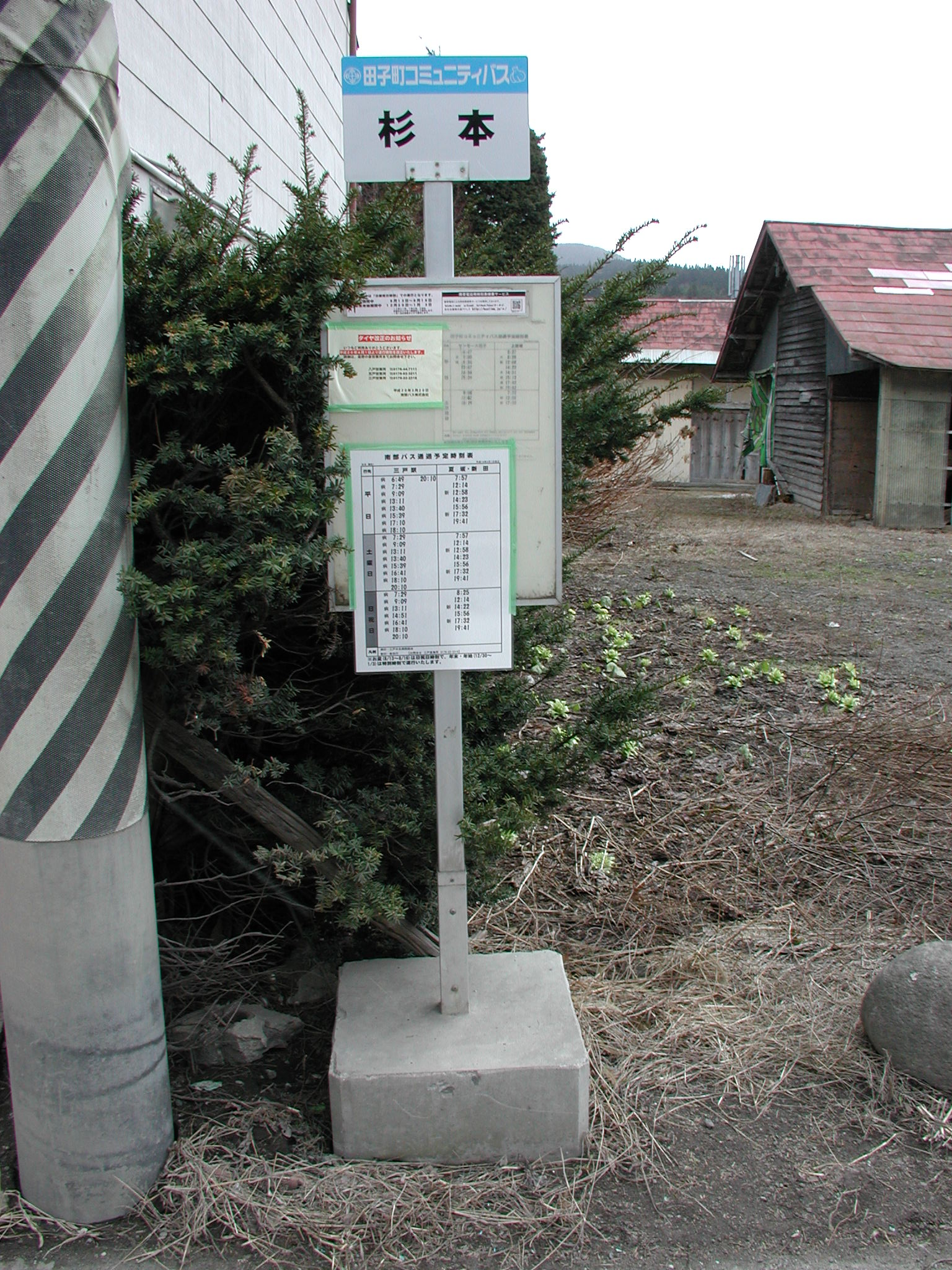
バス停留所ポールの一例（「杉本」バス停留所）

- サンモール田子 - 雀ヶ平 - 下石亀 - 道前< - 上郷小学校・新田 - > - 上夏坂

### 新田線
- ＜田子小学校・福原医院前 - ＞商工会館前 - サンモール田子< - 新井田 - > - 野面< - 四十渡 - > - 新田 - 水亦＜ - 上水亦＞

### 道前線
- サンモール田子→上衣更→野面→下石亀→道前
- サンモール田子→雀ヶ平→下石亀→道前

### 根渡線
- サンモール田子< - 田子小学校・細野 - > - 下宮野 - 相米< - 柴倉 - > - 甲地

### 野面・根渡線
- 田子小学校→サンモール田子→野面→雀ヶ平→下宮野→相米→柴倉→甲地

### 清水頭線
平日経路
- サンモール田子< - 種子 - > - 野々上 - 川向< - 川代 - > - 糀山/袖平

土休日経路
※：斜字区間は4月 - 10月の土曜・日曜・休日のみ乗り入れ。
- サンモール田子 - 長坂 - 清水頭 - 創遊村
- サンモール田子 - 野ノ上 - 川向 - 清水頭 - 創遊村

### 長坂線
- サンモール田子< - 舞手 - 日ノ沢 - > - 西舘野 - 長坂 - 袖平

### 医院・診療所線
各方面から直通
（停車停留所のみ掲載）
- 宍倉医院前・老人センター前・田子診療所前・福原医院前

## 運賃
- 高校生以上、一律100円（中学生以下は無料だが、中学生については生徒手帳の提示が必要）。

## その他
- 岩手県北バス南部支社の定期券・回数券（回数券の共通乗車を行っている八戸市営バス・十和田観光電鉄発行のものを含む）は使用できない。
- 大晦日及び元日は全便運休となる。
- 車内には降車ボタンが備え付けていないため、降車時には車内放送を流している間に、降車をする旨であることを乗務員に告げる必要がある。
- かつて清水頭方面には1990年10月にJRバス東北二戸営業所が斗米線の清水頭 - 田子 - 大平原間を廃止するまでJRバスが乗り入れしており、清水頭地区では町のコミュニティバスの運行開始により17年半振りに一般路線バスの運行が復活した（田子 - 大平原間は復活されていない）。

## 車両

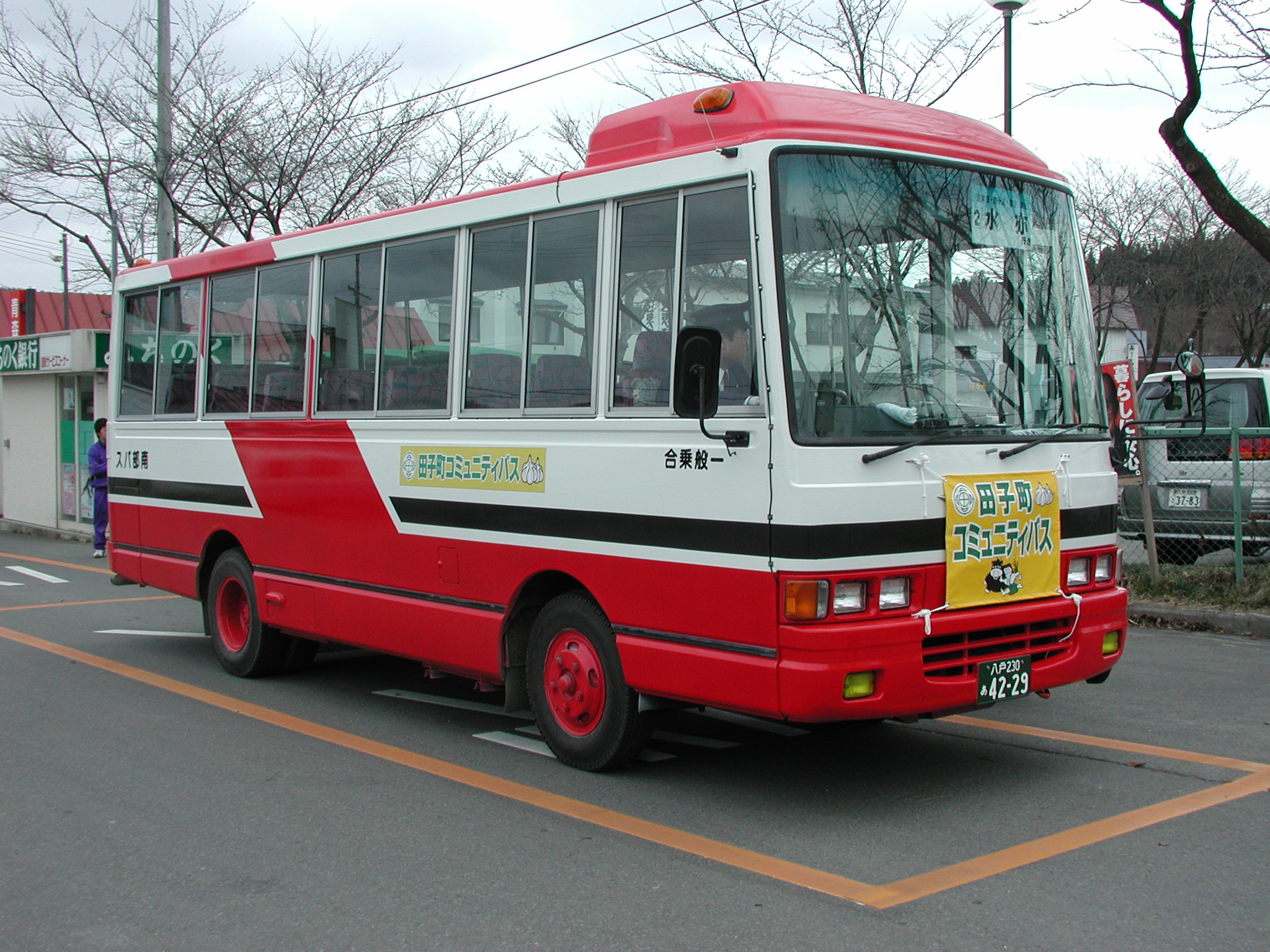
田子町コミュニティバス専用車両

- ナンバープレートの下三桁までの番号を、田子町特産のニンニクをもじった「229」番に統一した南部バスの専用車両で運行される。